# Banditismo

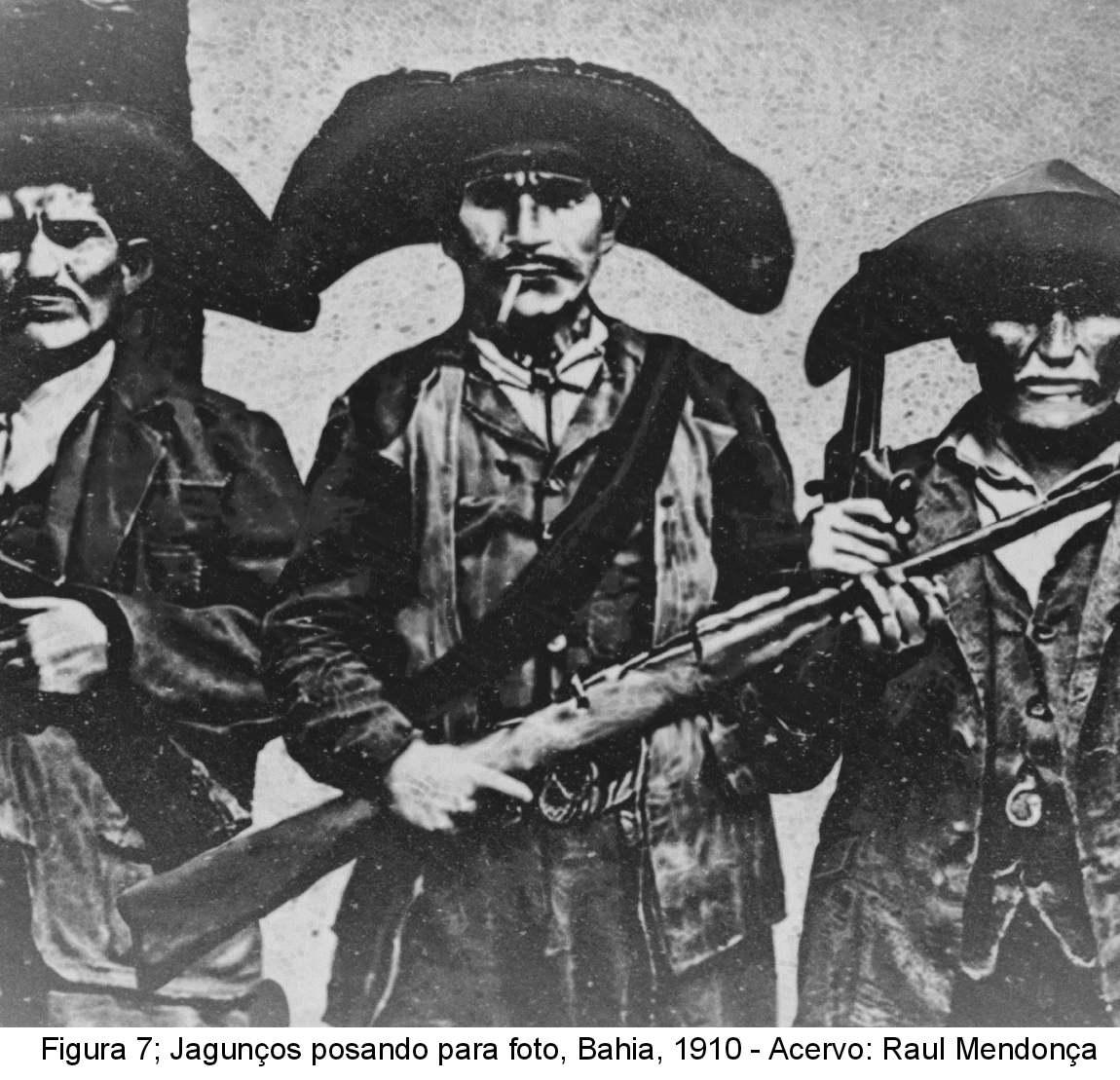
Jagunços armados

O banditismo é um tipo de crime organizado cometido por criminosos que normalmente envolve a ameaça ou a utilização da violência.

## Definições
O termo bandit (introduzido no inglês via italiano por volta de 1590) se originou com a prática legal germânica de proibir criminosos, chamada de * bannan (proibição em inglês). Mais ou menos 5 000 bandidos foram mortos pelo Papa Sisto V nos cinco anos anteriores ao seu falecimento em 1590, mas havia supostamente 27 000 outros em liberdade em toda a Itália Central.

## Banditismo social
De acordo com o historiador Eric Hobsbawm, o banditismo social não enquadra em seu locus apenas bandidos ou delinquentes, mas também grupos oprimidos que, após terem adquirido consciência de classe, utilizam o banditismo como uma forma de protesto social a fim de efetuar transformações políticas e econômicas na sociedade.